# Batrachomorpha
Batrachomorpha („žablja forma”) je ime koje je tradicionalno davano sadašnjim i izumrlim vodozemcima koji su bliže srodni modernim vodozemcima, nego što su srodni sa gmizavcima. Ova grupa najčešće uključuje izumrle grupe Temnospondyli i Lepospondyli. Prvi tetrapodi su svi bili vodozemci u fiziološkom smislu, jer su oni polagali svoja jaja u vodu. Za njih se kolokvijalno ponekad koriste nazivi Labyrinthodont ili Stegocephalia. U ovoj shemi, Batrachomorpha sačinjava jednu granu tih ranih vodozemaca, dok Reptiliomorpha sačinjava drugu. Mada stvarna filogenija modernih vodozemaca nije potpuno razjašnjena, njihovi preci su potekli iz jedne linije grupe Batrachomorpha. Svi drugi postojeći tetrapodi (gmizavci, ptice i sisari) su proistekli iz jedne grane reptiliomorfa, amniote. Amniote su ostvarile dominanciju, dok su svi drugi reptiliomorfi i većina batrahomorfa izumrli.

## Literatura
- Benton, M.J. (2004) taxonomic hierarchy of the vertebrates
- Marjanović, David, (2002) Re: thoughts on which nodes to name Архивирано на веб-сајту  (6. август 2016) Dinosaur Mailing List
- Jarvik, E. (1968). Aspects of vertebrate phylogeny. In: Current Problems of Lower Vertebrate Phylogeny (ed. T. Ørvig), Nobel Symposium 4. стр. 497–527. Stockholm, Almqvist & Wiksell.